# يانيس ستانجولي
يانيس ستانجولي (باليونانية: Γιάννης Στάνκογλου)‏ هو ممثل يوناني، ولد في 1974 في اليونان.

## وصلات خارجية
- يانيس ستانجولي على موقع IMDb (الإنجليزية)
- يانيس ستانجولي على موقع قاعدة بيانات الأفلام العربية
- يانيس ستانجولي على موقع ألو سيني (الفرنسية)
- يانيس ستانجولي على موقع أول موفي (الإنجليزية)
- يانيس ستانجولي على موقع قاعدة بيانات الفيلم (الإنجليزية)
- يانيس ستانجولي على موقع كينوبويسك (الروسية)